# 岩本千波
岩本 千波（いわもと ちなみ、1999年8月3日 - ）は、日本の女優である。埼玉県浦和市出身。元NEWSエンターテインメント所属。そのビジュアルと演技力が高く評価され、売れっ子子役として活躍。
上智大学文学部新聞学科卒業。大学生時代は東京ドームにてビールの売り子のアルバイトに加えてレプロエンタテインメントに所属。CanCamにて、CanCam it girlとして活動した。

## 出演

### テレビドラマ
- Mの悲劇（2005年、TBS） - 相原(香田）美沙（幼少） 役
- ウメ子（2005年、TBS） - 太田みよ 役
- 連続テレビ小説 純情きらり（2006年、NHK） - 幸 →鈴村幸 役
- 赤い奇跡（2006年、TBS） - 関口輪子（幼少） 役
- 浅見光彦シリーズ22 佐用姫伝説殺人事件（2006年、TBS） - 成沢久子 役
- 嫌われ松子の一生 第1章（2006年、TBS） - 川尻久美（5歳） 役
- 遙かなる約束（2006年、フジテレビ） - 蜂谷久美子（幼少） 役
- 水曜ミステリー9 顔のない女（2007年、テレビ東京） - 柏原亜美 役
- 火曜ドラマゴールド 美貌のメス 脳神経外科医・津山慶子（2007年、日本テレビ） - 加納彩 役
- 恋する日曜日第3シリーズ 41歳の春（2007年、BS-i） - 藤野彩香 役
- まるまるちびまる子ちゃん（2007年-2008年、フジテレビ） - 穂波たまえ（たまちゃん） 役
- 大河ドラマ 篤姫（2008年、NHK） - 篤姫（幼少） 役
- 未来世紀シェイクスピア「リア王」（2009年、関西テレビ） - コウ 役
- MR.BRAIN（2009年、TBS） - 坂本良子（15年前） 役

### 映画
- 怪談新耳袋 ノブヒロさん（2006年7月） - 里中彩香 役
- 恋する日曜日 私。恋した（2007年） - 中山まどか 役[3]
- 角川ホラーシネマ3ラブ サイコ 家に棲むもの - 萩山ひかり 役
- 呪怨 白い老女（2009年） - 未来 役
- 怪談新耳袋 怪奇（2010年） - 藤沢めぐみ（幼少） 役
- 忍たま乱太郎（2011年） - ユキ 役

### CM
- ロッテ トッポ

### 雑誌
- ピュアピュア
- Prolog (同人誌)
- CanCam